# درويش الطالقاني
درويش الطالقاني (ت. 1185 هـ) هو أديب و متصوف و خطاط و شاعر ، من بلاد فارس.
هو عبد المجيد بن عبد الله الطالقاني الاصفهاني، الملقّب بدرويش، والمشتهر في شعره بمجيد وخموش. ولد بطالقان من أعمال قزوين ، ثم رحل إلى اصفهان لطلب العلم وبها توفي شاباً في الخامس عشر من المحرم سنة 1185 هـ، بعد اصابته بمرض السل ، ودفن بها.
ويعتبر الطالقاني من أشهر خطاطي الشكستة نستعليق إذ بلغ على يديه ذروة كماله وجماله.